# Derby Sketching Club

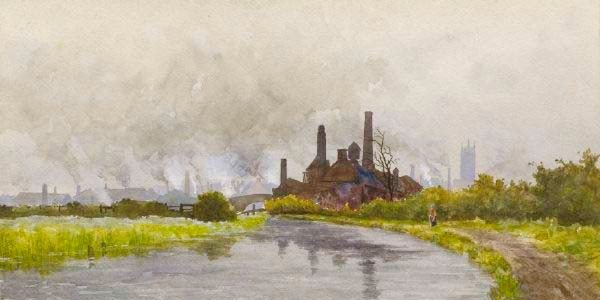
La indústria química de Sharon, per A J Keene, membre del Derby Sketching Club

El Derby Sketching Club és un club de membres que actualment es troben a Littleover, Derby, Anglaterra. Va ser fundat el 1887, i les trobades tenen lloc cinc cops per setmana; als membres se'ls proporcionen facilitatas per tal que puguin compartir el seu interès en la pintura i els esbossos: és un lloc per compartir art. Els primers membres incloïen F Booty, Alfred John Keene, William Swindell, George Thompson, Charles Terry i Frank Timms.

## Història
El 1887, un grup de joves es va reunir al County hotel a Derby i fundaren el Derby Sketching Club amb l'objectiu de proporcionar un lloc on tant ells com d'altres poguessin treballar i compartir els seus interessos per la pintura i els esbossos; en definitiva, un lloc per compartir el seu art. Van determinar una quota anual de dos xílings i sis penics. La primera exhibició de les seves obres va tenir lloc el gener de 1889 a les Athenaeum Rooms.
El 1992 es va formar el Derby Ladies Art Group (Grup d'art de les dones de Derby); l'any 1951 va ser el primer cop que els dos grups van fer una exposició conjunta, al Festival de la Gran Bretanya. Es van fusionar el 1966.
El col·leccionista d'art Alfred E. Goodey va acumular les obres dels membres del Derby Sketching i durant els anys 40 va cedir la seva col·lecció al Derby Museum and Art Gallery.

## Activitats actuals
Actualment hi ha sessions regulars pels membres on fan pintura i retrats. Es conviden conferenciants, s'acullen exposicions i els membres usen el lloc web del Club per mostrar els seus treballs al públic.

## Altres membres
D'altres membres notables foren Ernest Townsend, R W Bardill, Harold Gresley i J P Wale.